# الهيشة (الدقهلية)
قرية الهيشة هي إحدى القرى التابعة لمركز الجمالية في محافظة الدقهلية في جمهورية مصر العربية. حسب إحصاءات سنة 2006، بلغ إجمالي السكان في الهيشة 338 نسمة، منهم 174 رجل و164 امرأة.